# Heinrich von Wörndle
Heinrich von Wörndle, vollständig Heinrich Richard Wörndle von Adelsfried, (* 16. Oktober 1861 auf Schloss Weiherburg in Hötting bei Innsbruck; † 26. März 1919 in Innsbruck) war ein österreichischer Verlagsbuchhändler und Autor.

## Leben
Heinrich von Wörndle war der Sohn des Malers Edmund von Wörndle (1827–1906) und seiner Frau Sophie, geb. von Attelmeyer. Er besuchte ein Gymnasium in Wien und begann dort 1880 eine Ausbildung zum Buchhändler und Buchdrucker. Von 1882 bis 1888 war er in Wien und von 1889 bis 1896 in Salzburg als Leiter des Verlages Anton Pustet tätig. 1897 wurde er Direktor der Marianischen Vereinsbuchhandlung und Buchdruckerei in Innsbruck. Ende 1906 gab er seine Tätigkeit auf und zog sich ins Privatleben zurück und widmete sich schriftstellerischen und historischen Tätigkeiten.
Im Jahr 1900 heiratete er Elsa von Führich (1876–1942), eine Tochter von Lukas von Führich (1835–1892) und Enkelin des Malers Joseph von Führich, zu dem er zahlreiche Schriften verfasste.
Er war Ehrenmitglied der katholischen Studentenverbindungen KaV Norica Wien, AV Austria Innsbruck, KÖHV Carolina Graz und KaV Marco-Danubia Wien.

## Veröffentlichungen (Auswahl)
- Ritter Jörg von Frundsberg. 1886.
- Dr. Philipp von Wörndle zu Adelsfried und Weierburg. Ein Lebensbild aus der Kriegsgeschichte Tirols. 1894.
- Kriegsereignisse in Kirchdorf und Umgebung. 1901.
- Aus vergilbten Blättern, Zeitgenössisches zur Geschichte anno Neun. 1909.
- Zwei Etschländer Patrioten. 1910.
- Josef Führich’s Werke: nebst dokumentarischen Beiträgen und Bibliographie. Artaria, Innsbruck 1914.
- Führich, Josef von. In: Ulrich Thieme (Hrsg.): Allgemeines Lexikon der Bildenden Künstler von der Antike bis zur Gegenwart. Begründet von Ulrich Thieme und Felix Becker. Band 12: Fiori–Fyt. E. A. Seemann, Leipzig 1916, S. 558–559 (Textarchiv – Internet Archive).
- Joseph Ritter von Führich. Sein Leben und seine Kunst. Allgemeine Vereinigung christlicher Kunst, München 1925.